# Министерство времени
«Министерство времени» (исп. El ministerio del tiempo) — испанский телесериал. Выходит в Испании на телеканале «La 1» с 2015 года. В ноябре 2017 года завершился третий сезон, после чего СМИ сообщили о завершении сериала. Однако спустя два с половиной года, 5 мая 2020 года вышла в свет первая серия нового, четвертого сезона.

## Сюжет
Ещё во времена католических королей один еврей, надеясь спастись от костра инквизиции, выдал тайну «дверей времени», позволяющих проходить сквозь время. С той поры в Испании при всех властях существует совершенно секретное правительственное учреждение, занимающееся защитой времени от попыток изменений истории, которые могли бы навредить Испании; о его существовании знали лишь монархи, президенты, и отдельные личности; в настоящее время оно подчиняется напрямую председателю правительства Испании. Несмотря на всю необычность, это учреждение функционирует как обычная правительственная структура: в свободное от основных обязанностей время его сотрудники (живущие в совершенно разных временах) жалуются в разговорах в буфете на низкую зарплату, обсуждают планы на отпуск и перемывают косточки начальству.

### Первый сезон
Первый сезон посвящён приключениям совершенно новой команды Министерства, в которую входят Хулиан Мартинес (санитар «Скорой помощи» современного Мадрида), Алонсо де Энтрериос (солдат Фландрской армии, приговорённый в 1569 году к смертной казни и спасённый сотрудниками Министерства) и Амелия Фолк (женщина из конца XIX века, ставшая первой в истории Испании студенткой университета). С момента первой встречи им тут же приходится срочно решать возникающие перед Министерством проблемы несмотря на то, что они являются зелёными новичками.

## В ролях

### Первый сезон

#### Главные герои
| Актёр                 | Роль                 | Примечание |
| --------------------- | -------------------- | --- |
| Родольфо Санчо        | Хулиан Мартинес      | Санитар «Скорой помощи» Мадрида, живёт в наше время. За три года до событий сериала у него погибла жена, чью смерть он до сих пор тяжело переживает. |
| Аура Гарридо          | Амелия Фолк          | Живёт в конце XIX века. Происходит из богатой буржуазной семьи. Первая женщина, ставшая студенткой Барселонского университета. |
| Начо Фреснеда         | Алонсо де Энтрерриос | Солдат Фландрской армии, приговорённый в 1569 году к смертной казни и спасённый сотрудниками Министерства. |
| Хайме Бланш           | Сальвадор Марти      | Карьерный дипломат, живёт в наше время. В Министерстве отвечает за специальные операции. Является связующим звеном между Министерством и силовыми структурами правительства. |
| Каэтана Гильен Куэрво | Ирене Ларра Хирон    | Родилась в 1930 году, была в Министерстве специалистом по управлению персоналом. |
| Хуан Хеа              | Эрнесто Хименес      | Серьёзный, вечно одинокий сотрудник Министерства, всегда тщательно оберегающий жизнь сотрудников Министерства во всех операциях. Никто не знает ни о том, кто он такой на самом деле, ни даже о том, из какого он времени. Секрет его происхождения выясняется лишь в 4-й серии. |
| Франсеска Пиньон      | Ангустиас            | Секретарша Сальвадора, внимательна ко всем, отличается чувством юмора; даже и не подумаешь, что она живёт в начале XX века. |
| Наталия Милан         | Лола Мендьета        | Бывший агент Министерства. Сфабриковала собственную гибель, и теперь живёт контрабандой произведений искусства а также продажей информации о «дверях времени» заинтересованным лицам                                                                                             |
| Хулиан Вильягран      | Диего Веласкес       | Знаменитый испанский художник. Работает на Министерство, выполняя фотороботы. |
| Хосе Антонио Лобато   | Армандо Лейва        | Бывший агент, в своё время завербовавший Ирену. Восстал против Министерства, когда оно не дало использовать медицинские достижения XXI века чтобы вылечить его сына от лейкемии, и был заключён в тюрьму Министерства, находящуюся в Уэске XI века.                              |
| Мар Ульдемонис        | Майте                | Покойная жена Хулиана, которую он тайком навещает, используя «двери времени». |
| Джимми Шоу            | Пол Уолкотт          | Американский путешественник во времени. |
| Ксавьер Боада         | Энрик Фолк           | Отец Амелии Фолк. Толерантен к жизни дочери. |
| Фанни Гаутьер         | Карме Фолк           | Мать Амелии Фолк. Постоянно настаивает, чтобы та, наконец, нашла себе мужа. |
| Сусана Кордоба        | Бланка               | Жена Алонсо. Считает его мёртвым, так как не знает, что он спасён сотрудниками Министерства |

#### Появляются в отдельных сериях
| Актёр                 | Роль                              | Примечание                                                                        |
| --------------------- | --------------------------------- | --------------------------------------------------------------------------------- |
| Овик Кеучкерян        | Хуан Мартин Диас                  | Герой испанского сопротивления наполеоновскому нашествию. Появляется в 1-й серии. |
| Хосеп Линуэса         | Тибо                              | Появляется в 1-й серии.                                                           |
| Иван Вильянуэва       | Бенито                            | Появляется в 1-й серии.                                                           |
| Виктор Клавихо        | Лопе де Вега                      | Появляется во 2-й серии.                                                          |
| Мигель Рельан         | Хиль Перес                        | Появляется во 2-й серии.                                                          |
| Михель Анхель Соме    | Алонсо де Энтрерриос (сын)        | Появляется во 2-й серии.                                                          |
| Давид Луке            | Генрих Гиммлер                    | Появляется в 3-й серии.                                                           |
| Пеп Мирас             | Франсиско Франко                  | Появляется в 3-й серии.                                                           |
| Мико Харри            | Адольф Гитлер                     | Появляется в 3-й серии.                                                           |
| Рамон Ланга           | Амброзио Спинола                  | Появляется в 3-й серии.                                                           |
| Франк Фейс            | Генрих Мюллер                     | Появляется в 3-й серии.                                                           |
| Маркус Ламбауэр       | Капитан Швайнштайгер              | Появляется в 3-й серии.                                                           |
| Пеп Саис              | Аббат Монтсеррата                 | Появляется в 3-й серии.                                                           |
| Мишель Дженнер        | Изабелла I (королева Кастилии)    | Появляется в 4-й серии. Играет та же актриса, что и в сериале «Изабелла»          |
| Хуан Хеа              | Томас Торквемада                  | Появляется в 4-й серии.                                                           |
| Эусебио Понсела       | Франсиско Хименес де Сиснерос     | Появляется в 4-й серии. Играет тот же актёр, что и в сериале «Изабелла»           |
| Пако Обрегон          | Авраам Леви                       | Появляется в 4-й серии.                                                           |
| Карлос Альварес-Новоа | Дон Мануэль Лопес Кастильехо      | Появляется в 4-й серии.                                                           |
| Бен Темпле            | Аарон Стейн                       | Появляется в 4-й серии.                                                           |
| Аитор Масо            | Палач инквизиции                  | Появляется в 4-й серии.                                                           |
| Рауль Пулидо          | Пабло Пикассо                     | Появляется в 5-й серии.                                                           |
| Роберто Альварес      | Отец Хулиан                       | Появляется в 5-й серии.                                                           |
| Хуан Бланко           | Ласарильо с Тормеса               | Появляется в 6-й серии.                                                           |
| Альберто Амарилья     | Отец Хуан                         | Появляется в 6-й серии.                                                           |
| Франсеск Орелла       | Альберто Диас Буэно               | Появляется в 6-й серии.                                                           |
| Мар Саура             | Торрес                            | Появляется в 6-й серии.                                                           |
| Кармен Санчес         | Изабелла II                       | Появляется в 7-й серии.                                                           |
| Кармен Гутьеррес      | Мария Кристина (королева Испании) | Появляется в 7-й серии.                                                           |
| Селине Пенья          | Луиза Фернанда Испанская          | Появляется в 7-й серии.                                                           |
| Маноло Соло           | Подсекретарь Эмилио Редон         | Появляется в 7-й серии.                                                           |
| Мария Котьельо        | Нурия Селая (партнёрша Ирены)     | Появляется в 7-й серии.                                                           |
| Анхель Руис           | Федерико Гарсиа Лорка             | Появляется в 8-й серии.                                                           |
| Энрике Альсидес       | Сальвадор Дали                    | Появляется в 8-й серии.                                                           |
| Хорди Коль            | Луис Бунюэль                      | Появляется в 8-й серии.                                                           |
| Антонио Алькальде     | Пепин Бельо                       | Появляется в 8-й серии.                                                           |
| Секун де ла Роса      | Антонио Ланча                     | Появляется в 8-й серии.                                                           |
| Хорди Уртадо          | Он же                             | Появляется в 8-й серии.                                                           |
| Ирия дель Рио         | Сильвия, внучка Амелии Фольч      | Появляется в 8-й серии.                                                           |
| Мар дель Ойо          | Росита                            | Появляется в 8-й серии.                                                           |

### Второй сезон

#### Главные герои
| Актёр                 | Роль                         | Примечание |
| --------------------- | ---------------------------- | --- |
| Родольфо Санчо        | Хулиан Мартинес              | Сотрудник Министерства |
| Аура Гарридо          | Амелия Фолк                  | Сотрудник Министерства |
| Уго Сильва            | Хесус Мендес Понтон «Пачино» | Сотрудник Министерства |
| Начо Фреснеда         | Алонсо де Энтрерриос         | Сотрудник Министерства |
| Хайме Бланш           | Сальвадор Марти              | Карьерный дипломат, живёт в наше время. В Министерстве отвечает за специальные операции. Является связующим звеном между Министерством и силовыми структурами правительства. |
| Каэтана Гильен Куэрво | Ирене Ларра Хирон            | Сотрудник Министерства |
| Хуан Хеа              | Эрнесто Хименес              | Сотрудник Министерства |
| Франсеска Пиньон      | Ангустиас                    | Секретарша Сальвадора, внимательна ко всем, отличается чувством юмора; даже и не подумаешь, что она живёт в начале XX века.                                                  |

#### Появляются в отдельных сериях
| Актёр                     | Роль                       | Примечание                             |
| ------------------------- | -------------------------- | -------------------------------------- |
| Антонио Веласкес Баутиста | Сид Кампеадор              | Появляется в 1-й серии                 |
| Хулиан Вильягран          | Диего Веласкес             | Появляется в 3, 5, 9, 11 и 12-й сериях |
| Наталия Милан             | Лола Мендьета              | Появляется в 3, 6 и 9-й сериях         |
| Виктор Клавихо            | Лопе де Вега               | Появляется в 3-й серии                 |
| Пере Понсе                | Мигель де Сервантес        | Появляется в 3-й серии                 |
| Фернандо Кайо             | Наполеон Бонапарт          | Появляется в 4-й серии                 |
| Гари Пикер                | Гарри Гудини               | Появляется в 6-й серии                 |
| Жорди Вильчес             | Хосе Лафарга Абад          | Появляется в 7-8 сериях                |
| Фернандо Конде            | Король Филипп V            | Появляется в 9-й серии                 |
| Александра Хименес        | Хулия Лосано/Тереса Мендес | Появляется в 10-й серии                |
| Нанчо Ново                | Фадрике де Вильяэспеса     | Появляется в 12-й серии                |
| Карлос Иполито            | Король Филипп II           | Появляется в 13-й серии                |

## Список эпизодов телесериала
| Сезон | Сезон | Эпизодов | Дата выхода в эфир | Дата последнего эпизода | Средняя аудитория | Средняя аудитория |
| Сезон | Сезон | Эпизодов | Дата выхода в эфир | Дата последнего эпизода | Зрители           | Доля в процентах  |
| ----- | ----- | -------- | ------------------ | ----------------------- | ----------------- | ----------------- |
|       | 1     | 8        | 24 февраля 2015    | 13 апреля 2015          | 2 536 500         | 12,3 %            |
|       | 2     | 13       | 15 февраля 2016    | 9 мая 2016              | 2 291 000         | 11,9%             |
|       | 3     | 13       | 1 июня 2017        | 1 ноября 2017           | 1 582 000*        | 10,1%*            |
|       | 4     | 8        | 5 мая 2020         | 23 июня 2020            | 1 889 000         | 10,4 %            |

### Первый сезон
|   | Название                                 | Дата премьеры   | Число зрителей | В процентах |
| - | ---------------------------------------- | --------------- | -------------- | ----------- |
| 1 | Capítulo 1 «El tiempo es el que es»      | 24 февраля 2015 | 2 981 000      | 14,8 %      |
| 2 | Capítulo 2 «Tiempo de gloria»            | 2 марта 2015    | 2 652 000      | 12,9 %      |
| 3 | Capítulo 3 «Cómo se reescribe el tiempo» | 9 марта 2015    | 2 651 000      | 12,7 %      |
| 4 | Capítulo 4 «Una negociación a tiempo»    | 16 марта 2015   | 2 929 000      | 14,0 %      |
| 5 | Capítulo 5 «Cualquier tiempo pasado»     | 23 марта 2015   | 2 533 000      | 11,5 %      |
| 6 | Capítulo 6 «Tiempo de pícaros»           | 30 марта 2015   | 2 113 000      | 10,9 %      |
| 7 | Capítulo 7 «Tiempo de venganza»          | 6 апреля 2015   | 2 188 000      | 10,8 %      |
| 8 | Capítulo 8 «La leyenda del tiempo»       | 13 апреля 2015  | 2 245 000      | 10,8 %      |

### Второй сезон
|    | Название                                     | Дата премьеры   | Число зрителей | В процентах |
| -- | -------------------------------------------- | --------------- | -------------- | ----------- |
| 1  | Capítulo 9 «Tiempo de leyenda»               | 15 февраля 2016 | 2 839 000      | 14,6%       |
| 2  | Capítulo 10 «El tiempo en sus manos»         | 22 февраля 2016 | 2 675 000      | 13,4%       |
| 3  | Capítulo 11 «Tiempo de hidalgos»             | 29 февраля 2016 | 2 382 000      | 12,4%       |
| 4  | Capítulo 12 «El monasterio del tiempo»       | 7 марта 2016    | 2 592 000      | 13,2%       |
| 5  | Capítulo 13 «Un virus de otro tiempo»        | 14 марта 2016   | 2 473 000      | 13,3%       |
| 6  | Capítulo 14 «Tiempo de magia»                | 21 марта 2016   | 2 196 000      | 12,3%       |
| 7  | Capítulo 15 «Tiempo de valientes I»          | 28 марта 2016   | 2 330 000      | 12,1%       |
| 8  | Capítulo 16 «Tiempo de valientes II»         | 4 апреля 2016   | 2 470 000      | 12,8%       |
| 9  | Capítulo 17 «Óleo sobre tiempo»              | 25 апреля 2016  | 1 911 000      | 9,9%        |
| 10 | Capítulo 18 «Separadas por el tiempo»        | 2 мая 2016      | 1 752 000      | 9,2%        |
| 11 | Capítulo 19 «Tiempo de lo oculto»            | 9 мая 2016      | 2 027 000      | 10,2%       |
| 12 | Capítulo 20 «Hasta que el tiempo nos separe» | 16 мая 2016     | 2 121 000      | 11,1%       |
| 13 | Capítulo 21 «Cambio de tiempo»               | 23 мая 2016     | 2 013 000      | 10,6%       |

### Третий сезон
|    | Название                                   | Дата премьеры    | Число зрителей | В процентах |
| -- | ------------------------------------------ | ---------------- | -------------- | ----------- |
| 1  | Capítulo 22 «Con el tiempo en los talones» | 1 июня 2017      | 2 040 000      | 12,6%       |
| 2  | Capítulo 23 «Tiempo de espías»             | 8 июня 2017      | 1 730 000      | 10,5%       |
| 3  | Capítulo 24 «Tiempo de hechizos»           | 15 июня 2017     | 1 441 000      | 9,1%        |
| 4  | Capítulo 25 «Tiempo de ilustrados»         | 22 июня 2017     | 1 557 000      | 10,2%       |
| 5  | Capítulo 26 «Tiempo de esplendor»          | 29 июня 2017     | 1 478 000      | 9,8%        |
| 6  | Capítulo 27 «Tiempo de esclavos»           | 6 июля 2017      | 1 248 000      | 8,4%        |
| 7  | Capítulo 28 «Tiempo de censura»            | 18 сентября 2017 | 1 555 000      | 10,5%       |
| 8  | Capítulo 29 «Tiempo de conquista»          | 25 сентября 2017 | 1 579 000      | 10,5%       |
| 9  | Capítulo 30 «El cisma del tiempo»          | 2 октября 2017   | 1 408 000      | 8,7%        |
| 10 | Capítulo 31 «Refugiados por el tiempo»     | 9 октября 2017   | 1 451 000      | 9,1%        |
| 11 | Capítulo 32 «Tiempo de verbena»            | 16 октября 2017  | 1 296 000      | 8,4%        |
| 12 | Capítulo 33 «Contratiempos»                | 25 октября 2017  | 983 000        | 5,9%        |
| 13 | Capítulo 34 «Entre dos tiempos»            | 1 ноября 2017    | 1 087 000      | 7,1%        |